# Limonia edax
Limonia edax là một loài ruồi trong họ Limoniidae. Chúng phân bố ở miền Australasia.